# Eligma laetepicta
Eligma laetepicta is een vlinder uit de familie visstaartjes (Nolidae). De wetenschappelijke naam van deze soort is voor het eerst geldig gepubliceerd in 1893 door Oberthür.
De soort komt voor in tropisch Afrika.